# Archieparchia Trichur
Archieparchia Trichur (łac. Archieparchia Trichuriensis, ang. Archeparchy of Trichur (Syro-Malabar)) – syromalabarska archieparchia ze stolicą w Triśur w stanie Kerala, w Indiach. Arcybiskupi Trichur są również metropolitami metropolii o tej samej nazwie.